# 行け! グリーンマン
『行け! グリーンマン』（いけ グリーンマン）は、東宝が制作し、1973年11月12日から1974年9月27日まで、日本テレビ系の子供番組『おはよう!こどもショー』内で放送された、東宝企画製作の特撮コーナードラマの第3弾。
放映時間は1回につき約5分間、3日・3回で1話完結のスタイル。全52話・156回。

## 概要
悪の化身「魔王」が送り込む怪獣に対し、グリーン星からやってきた超人グリーンマンが現れ、子供たちを救う。
前作『行け!ゴッドマン』が単にゴッドマンと怪獣が戦うだけであったのに対し、本作品ではストーリー性が強化され、セリフの付いたストーリー仕立てとなっている。また、シリーズを通した敵として魔王一味が設定された。
怪獣は前作や『突撃! ヒューマン!!』からの流用が多く、『フランケンシュタインの怪獣 サンダ対ガイラ』からサンダやガイラ、特別に呼んできたという設定でゴジラシリーズからミニラが登場したこともあるが、ミニラはグリーンマンに殺されることはなかった。新規怪獣も前作より多く作られている。
ミニチュアセットや合成も多用された。怪獣やグリーンマンが巨大化した際に用いられるミニチュアは、造成地に作られた常に同じものを使っていた。

## グリーンマン
地球の自然を公害から守るために金河系グリーン星からやってきた、「神の使い」を自称する正義のロボット生命体。子供たちがグリーンマンコールを天にかざして呼ぶと、どこからともなく飛んでくる。回転しながら登場したり、青い紙の壁のようなものを突き破って登場することもある。
登場直後は人間と同じ大きさだが、怪獣が巨大化すると自身も「グリーンマン・ジャイアントマシーンチェンジ」の掛け声とともに巨大化する。巨大化シークエンスは単純にカメラが三段階で寄っていくというもの。
ロボット生命体という設定から、体内のメカニックは1960年代風のコンピュータや時計の中身を彷彿とさせるアナログなメーターや歯車が見受けられる。また、稼働電圧は100Vで、怪獣に攻撃されてピンチになると電圧が低下する様子が、電圧計の針が上下する映像をカットインさせることで表現される。子供たちからグリーンマンコールでパワーを与えられると一気に戦闘力が回復し、ピンチを脱する。
- グリーンマンの名は、『おはよう!こどもショー』の司会だった海老名美どりに由来する[12]。
- デザインは東南アジアの仏像がモチーフとなっている[12]。
- 造形はツエニーが担当。グリーンマンやトンチキのデザインは、ツエニー代表の村瀬継蔵の実兄で、当時東宝の美術スタッフだった村瀬継雄によるもの。村瀬継蔵によれば、「ラーメンの丼の模様がついていたり妙なデザインだと思ったが、兄貴が『これくらい派手なのがいいんだ』と言うので、僕も工夫して、当時珍しかった模造の宝石を多用してきらびやかに仕上げた」とのこと[14]。

### 技
グリーンマンブレスター
胸のシャッターが開き、ランプがすべて点灯すると発射される4連装×2のミサイル砲。主に必殺技として用いられ、多くの怪獣をこの武器で葬った。
イヤーブーメラン
耳飾りをブーメランのように投げつける。
ブーメランターン
防御技。イヤーブーメランを2つ持ち、敵の攻撃を跳ね返す。
グリーンマンスティック
先端を爆弾として飛ばすスティックファイヤー、スプレー状の光線スティックビームなど、さまざまな使い方ができる魔法の杖。
レッグアロー
膝の突起が開き、中から発射されるダーツ状の武器。
ファイヤーファイティング
炎の壁を作り出し、敵の攻撃を防いだり、煙幕を発生させて敵の目をくらましたりする。
マウスビーム
口から放つ稲妻状の超音波ビーム。
フラッシュショック
掲げた両手の間にエネルギーを発生させ、指先から放つ電撃光線。この技で魔王を倒した。
アイビーム
眼から放つ光線。本編では未使用。

## 子供たち
「近所の公園」で遊んでいる子供たち。セリフはなく、遊んでいても怪獣に襲われても終始無言・無表情である。魔王一味に襲われるとグリーンマンコールをかざしてグリーンマンを呼び、グリーンマンがピンチに陥ると「がんばれ、グリーンマン!!」の一声でグリーンマンコールを押しパワーを送る。中盤以降は、トンチキや手下を集団で袋叩きにする光景も見られるようになった。

## 魔王一味

### 魔王
暗黒星雲の魔族の支配者。神によって血を抜き取られ、「近所の公園」の地底に幽閉されている。歩けない自分の代わりにトンチキや手下を使って子供をさらい、子供の血を得ようとする。触れた者を石化する能力や、手先から稲妻を放つ能力を持つ。事あるごとにトンチキを叱りつけ、殴る。第1話で長い眠りから目覚めた時には記憶をすべて失っており、トンチキに自分の素性を聞くまで思い出せなかった。
分身魔王
「グリーンマン対魔王」に登場。最後の部下を失った魔王が地上に送り込んだ分身。

### トンチキ
魔王の一の子分。「チチンプイプイのパ」の呪文を用い、魔王の手下や動物などを怪獣に変身させたり、怪獣を巨大化させたり、テレポートすることができる。怪獣を伴って地上に現れ、子供を捕まえようとするが、動きが鈍く力も弱いので失敗してはテレポートで逃げ帰り、魔王に殴られるのが常である。大好物は樹齢500年以上の木の根。
最終話で魔王が倒された後、子供たちに袋叩きにされているところをグリーンマンに助けられ、何度も謝りながらいずこへともなく消えていった。

### 魔王の手下
泥人形から生まれ、魔王の手下となった者たち。テープの早送りのように聞こえる、得体の知れない言語を話す。冒頭のサブタイトル画面のバックにも登場しており、「その1」なら手下1人、「その2」なら手下2人、「その3」なら手下3人、と手下の顔が映し出される。
女装怪人
女装した手下。
忍術怪人
忍者のような攻撃をする。
魔術怪人
魔術を使える。
模様怪人
最強最後の怪人。見かけは従来の手下と同じだが、模様で攻撃できる。模様の中で、グリーンマンとシュールな戦いを繰り広げる。
最後に残った手下
「グリーンマン対魔王」に登場。変身して最強怪獣になるはずだったが、その前にグリーンマンに倒されてしまった。この手下は唯一「いいぞ、トンチキ日本一」と日本語で喋っている。

### 登場怪獣
- ガラメドン[注釈 1]
- アントギラス[注釈 1]
- ゲジル[注釈 1]
- ガイラ
- ブルプル
- ツノジラス[注釈 2]
- ストック[注釈 1]
- バリンガー[注釈 1]
- メガヘルツ[注釈 1]
- ドラゴンダ[注釈 1]
- トットザウルス[注釈 2]
- ダンバラキ[注釈 1]
- キングタコラス[注釈 1]
  - タコの怪獣。オープニング映像にも登場。
- ガバラ
  - 人間大で登場。
- ギャロン[注釈 1]
- モオットレス[17]
- ブルゲリラ[注釈 1]
- ドロク星人[注釈 1]
- スパイダー[注釈 1]
- フォックザウス
- ブランカー[注釈 1]
- イボキラー[18][注釈 2]
  - 『ゴッドマン』では「イボギラー」という名前だった。
- ゴワラックドン
- ジャイロック[注釈 1]
- ダンケット[注釈 1]
- セグロ1号[注釈 1]
- インベルン
- ローバブラ
- ギリンガ[注釈 1]
- レッドロック[注釈 1]
- サンダ
- シビレゴン[注釈 1]
- ザリゾン[注釈 1]
- フラッシャー[注釈 1]
- ステゴジラス[注釈 2]
- ティボラス星人[注釈 2]
- ヤスゴン[注釈 2]
- ゴリラ
  - スーツは『キングコングの逆襲』版キングコングの流用[9][1]。設定では、ゴリラが宇宙生物に洗脳され怪獣化したものとされる。
- 2代目スパイダー[19]
- シラージ[注釈 2]
  - 手下の中でも優秀とされる個体が変身した怪獣。「鋼鉄玉」と呼ばれるモーニングスターを武器とする。
- アクモン[注釈 2]
- カッパルゲ[注釈 2]
- キューパット
- ホッター[注釈 2]
- ミニラ
  - ゴジラの息子として広く知られるが、本編に登場したのはまったく別の怪獣という設定。おしゃぶりをくわえている。
- フォンシュラゴン[16][注釈 3]

## スタッフ
- 監督：久松正明、津島平吉、佐原博泰[注釈 4]
- 音楽：山下毅雄

## 主題歌
主題歌「グリーンマン」
作詞：藤公之介 / 作曲：山下毅雄 / 編曲：ボブ佐久間 / 歌：コールユニゾン
サブテーマ「グリーンマンの挑戦状」
作詞：藤公之介 / 作曲：山下毅雄 / 編曲：ボブ佐久間 / 歌：仲とも吉、グリーンピース
サブテーマ「グリーンマンマーチ」
作詞：藤公之介 / 作曲：瀬戸口藤吉 / 編曲：ボブ佐久間 / 歌：仲とも吉、グリーンピース
- 軍艦行進曲の替え歌である。

## キャスト
- グリーンマンの声：不明
- 魔王の声：田中亮一
- トンチキの声：田口昂
- 解説：怪獣おじさん（朝戸鉄也）

## 再放送
2004年6月25日より、CSのファミリー劇場で再放送が行われたが、オープニングタイトルはカットされていた。また、放映順も本放送に準じてはいなかった。

## ネット配信
- 2017年9月26日より、YouTubeの「タコラチャンネル」にて配信が行われている（不定期配信）。

## 映像ソフト化
- 1990年代に発売された『流星人間ゾーン』のLD-BOXに、映像特典として『行け!ゴッドマン』と本作品の各1話分が収録された[3]。
- 2008年5月23日に『行け!ゴッドマン』と同時収録で、DVD-BOX『行け!行け!ゴッドマン&グリーンマンBOX』が東宝から発売された[21][22]。3枚組のうち『行け!ゴッドマン』と本作品が各1枚ずつ、いずれも厳選した傑作選である。特典ディスクには撮り下ろしの新作『行け!ゴッドマン』が収録されており[22]、グリーンマンも放送当時の着ぐるみで登場する[21]。旧作の傑作選は各々単巻でも発売されたが、特典ディスクは付かない。
- 講談社から刊行されたムック『隔週刊 ゴジラ全映画DVDコレクターズBOX』28号（2017年7月25日発売）以降に、特典映像として収録された[23]。
- 2019年1月16日、単巻DVD（全4巻）が東宝から発売された。